# Yeti (film)
Yeti è un film per la televisione horror del 2008 diretto da Paul Ziller.

## Trama
Durante una spedizione sulla catena dell'Himalaya, un gruppo di esploratori si imbatte in una caverna che decidono di esplorare. Tuttavia in mezzo al buio e alla debole luce delle loro lanterne, notano dei resti umani come se qualcuno si sia cibato di esseri umani. Subito dopo si imbattono in una strana creatura che si rivela essere l'abitante della caverna: lo Yeti. Alcuni esploratori riescono a fuggire mentre uno resta intrappolato e viene catturato dal mostro.
Qualche tempo dopo, un aereo contenente la squadra di football di un college a causa di alcune turbolenze si schianta proprio sull'Himalaya. La maggior parte dei passeggeri e l'equipaggio muoiono durante l'impatto, altri subito dopo. Come cibo ai sopravvissuti rimangono solamente tre barrette energetiche. Mentre trovano la radio di sicurezza situato nella coda dell'aereo, Rafael (Kris Pope) e Andrews (Josh Emerson) si imbattono nella caverna dello Yeti e vi si addentrano. Entrambi si imbattono quindi nello Yeti ma mentre Rafael riesce a scappare con la radio, Andrews viene preso e divorato dal mostro (nel tentativo di aiutarlo a uscire, Rafael resta con il solo braccio dell'amico). Rafael vede una via d'uscita della grotta in alto e si lega la radio alla gamba destra per poter salire, ma durante l'arrampicata cade e si rompe le gambe. Dopo aver usato il braccio di Andrews per fasciarsi la gamba sinistra, Rafael riesce ad uscire dalla grotta e si dirige verso il relitto dell'aereo. La sera, mentre i sopravvissuti riposano nella fusoliera dell'aereo distrutto, Sarah (Carly Pope) si accorge di qualcuno che trascina via un cadavere (lo Yeti, alla ricerca di cibo si imbatte nei cadaveri e inizia uno a uno a trascinarli via per mangiarseli) ma Peyton (Marc Menard) non le dà retta.
Viene mandata una squadra di soccorso a cercare l'aereo scomparso. Fury (Ona Grauer) e Jack Sheppard (Peter DeLouise) ne fanno parte. Intanto al campo Raven (Adam O'Byrne) suggerisce di cominciare a mangiare i cadaveri e quasi tutti i superstiti sono con lui. Il leader del gruppo, però è tra quelli che non vogliono farlo, quindi, alla fine, si decide di non mangiare la carne umana e in un'occasione riescono a cacciare un coniglio. 
La squadra di soccorso intanto scopre delle grandi impronte sulla neve ed escludono possa trattarsi di orsi, in quanto sono tutti in letargo e Shepard nota che sembrano invece di un primate. Passano i giorni e al campo i sopravvissuti continuano a tornare a mani vuote dalla ricerca del cibo, così Raven intende tagliare alcune parti del corpo dei cadaveri ma viene fermato da Peyton e ne nasce una breve colluttazione tra i due. Il gruppo si accorge che manca anche un altro corpo e accusano Raven di averlo nascosto per mangiarlo. Decidono comunque che, se il giorno successivo non fossero arrivati gli aiuti, avrebbero mangiato quella carne.
Come temevano il giorno seguente i soccorsi non arrivano e i superstiti mangiano un cadavere. Due di loro, però non accettano questa situazione e Kyra (Elfina Luk) di notte brucia i cadaveri perché tra di loro c'era il suo amato fratello. Rafael (dopo essere sfuggito una seconda volta allo Yeti) ritorna al campo con la radio attaccata alla gamba, ma Raven, scambiandolo per un pericolo gli spara alla testa con una pistola lanciarazzi. Lo Yeti intanto mentre è alla ricerca di cibo, scopre che i cadaveri sono stati bruciati e inizia a urlare furioso mentre il gruppo depone il corpo di Rafael nella fusoliera. Improvvisamente, lo Yeti attacca il gruppo scuotendo la fusoliera ma la squadra riesce a uscire appena prima che la fusoliera venga fatta precipitare nel vicino precipizio. Lo Yeti uccide quindi Ashley (Chrystal Lowe) schiacciandole la testa e Dixon (Christian Tessier) strappandogli il cuore per poi (dopo un breve scontro durante il quale i rimanenti del gruppo cercano di dargli fuoco) rapire Sarah e allontanarsi. L'indomani il gruppo viene finalmente raggiunto dai soccorsi, e (nonostante Raven insista per andarsene direttamente) viene organizzato un piano per salvare Sarah.
Sarah si risveglia accanto a due Yeti. Il gruppo trovano l'entrata per la caverna e trovano la ragazza. Il piano sembra funzionare ma i mostri vengono improvvisamemte svegliati dalla radio di Shepard e si vedono costretti a fuggire dopo essere riusciti a recuperare Sarah. Usciti dalla caverna, Fury spara ai due Yeti facendoli cadere in un buco con pali appuntiti che avevano scavato prima, scatenando però anche una valanga che seppellisce le creature. Allontanatosi in tempo, il gruppo è costretto ad abbandonare i corpi carbonizzati dei compagni e si dirigono verso il luogo prestabilito da Fury e Shepard per l'atterraggio di un elicottero di soccorso. Uno dei due Yeti è però sopravvissuto alla trappola e alla valanga e si mette sulle tracce del gruppo per vendicarsi.
La mattina dopo mentre il gruppo percorre la via per arrivare al luogo dell'atterraggio, Raven si allontana un attimo per urinare e si mangia della cioccolata che aveva nascosto; all'improvviso però gli appare davanti lo Yeti. Inizialmente increduli, tutti capiscono che il mostro ha ora intenzione di vendicarsi e cercano di fuggire, ma lo Yeti (che è molto più veloce) cattura e uccide Raven, Fury e Sheppard che gli tenevano testa per far scappare gli altri. Arrivati sull'orlo di un precipizio, i ragazzi notano l'elicottero in lontananza e cercano di farsi avvistare ma Peyton stufatosi di essere braccato dal mostro, si lancia con decisione contro l'essere ed entrambi cadono nel precipizio. Mentre il giovane si aggrappa ad un ramo, il mostro gli prende una gamba e gli altri lo traggono in salvo infilzando lo Yeti con un palo appuntito legato a una roccia che hanno poi spinto nel precipizio. La roccia tira con sé lo Yeti che viene quindi sconfitto e ucciso. L'elicottero giunge in quel momento a destinazione e soccorre i ragazzi sopravvissuti.
Il film finisce con Rafael che, ancora vivo, si risveglia ai piedi della scarpata dove era stata fatta cadere la fusoliera dell'aereo. Rimasto ormai da solo e indebolito, vede uscire dalla neve davanti a lui la zampa del secondo Yeti rimasto intrappolato nella precedente imboscata.

## Accoglienza
(Fantafilm)